# Torneo Interbritannico 1921
Il Torneo Interbritannico 1921 fu la trentatreesima edizione del torneo di calcio conteso tra le Home Nations dell'arcipelago britannico. Il torneo fu vinto dalla Scozia.

## Risultati
| Data             | Luogo      | Squadra 1   | Risultato | Squadra 2   |
| ---------------- | ---------- | ----------- | --------- | ----------- |
| 23 ottobre 1920  | Sunderland | Inghilterra | 2 - 0     | Irlanda     |
| 12 febbraio 1921 | Aberdeen   | Scozia      | 2 - 1     | Galles      |
| 26 febbraio 1921 | Belfast    | Irlanda     | 0 - 2     | Scozia      |
| 14 marzo 1921    | Cardiff    | Galles      | 0 - 0     | Inghilterra |
| 9 aprile 1921    | Glasgow    | Scozia      | 3 - 0     | Inghilterra |
| 9 aprile 1921    | Swansea    | Galles      | 2 - 1     | Irlanda     |

## Classifica
| Pos | Squadra     | Pti | G | V | N | P | GF | GS |
| --- | ----------- | --- | - | - | - | - | -- | -- |
| 1   | Scozia      | 6   | 3 | 3 | 0 | 0 | 7  | 1  |
| 2   | Galles      | 3   | 3 | 1 | 2 | 0 | 3  | 3  |
| 2   | Inghilterra | 3   | 3 | 1 | 1 | 1 | 2  | 3  |
| 4   | Irlanda     | 0   | 3 | 0 | 0 | 3 | 1  | 6  |

## Vincitore
| Campione 1921 Scozia |